# 아침편지
《최영주의 아침편지》는 최영주 아나운서의 진행으로 SBS 러브FM(수도권 FM 103.5MHz, 부산 FM 105.7MHz)에서 방송 중인 SBS 러브FM의 라디오 프로그램이다.

## 코너
- 아침편지 (월 ~ 금)
  - 지금은 연락이 닿지 않지만, 내 기억 속 한페이지를 차지한 누군가에게, 또는 곁에 있는 누군가에게 쑥스러워서 하지 못했던 이야기를 편지를 대신 전한다.
- 나만의 노하우 (매일)
  - 살림 노하우! 경제 노하우! 건강 노하우! 등등 청취자 여러분이 알고 있는 '나만의 노하우'를 만나보는 시간
- 세상의 모든 편지 (토 ~ 일)
  - 옛 사람들의 편지를 소개하고, 함께 공감해보는 시간